# Rio-Branco-Orden

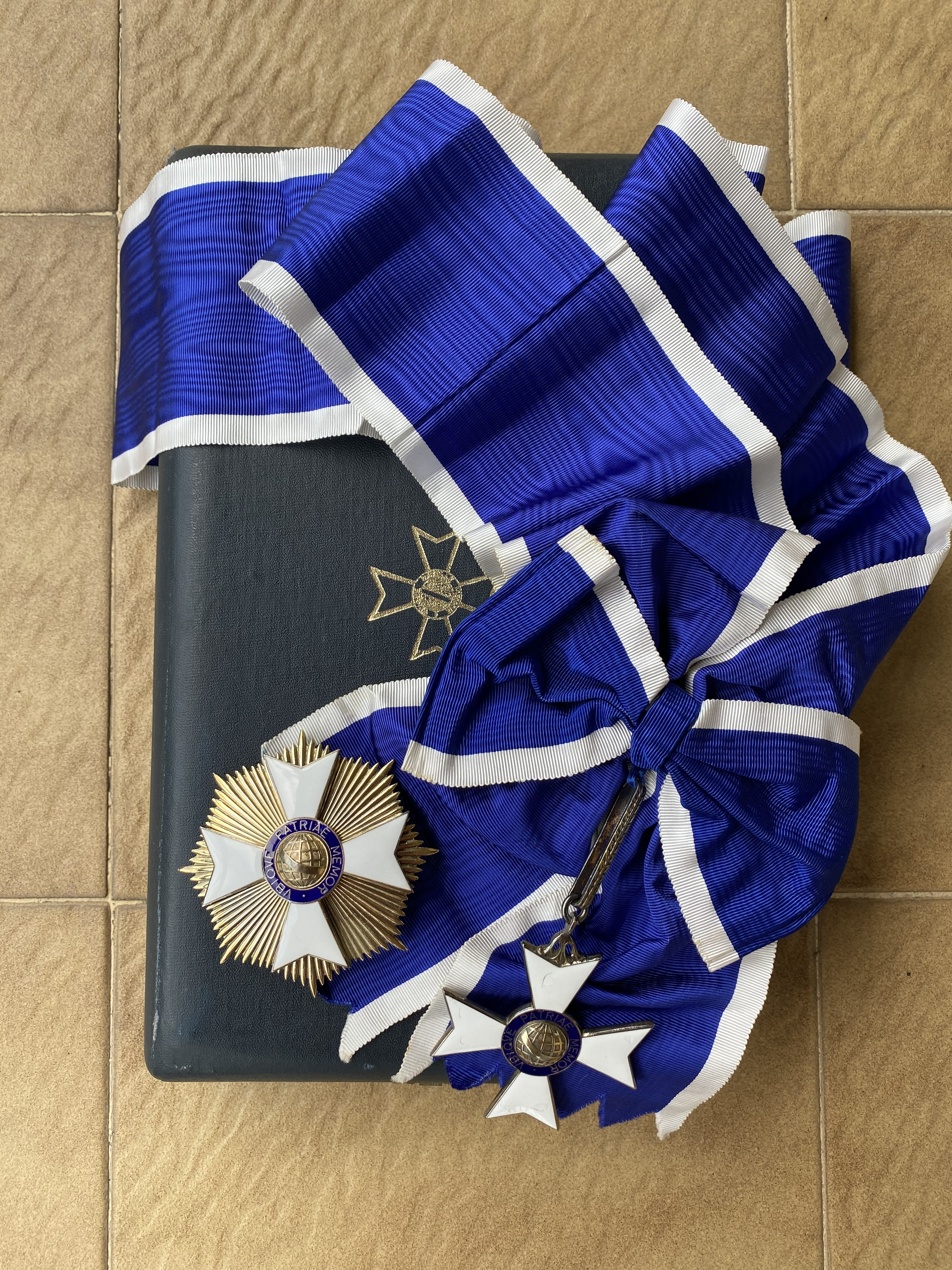
Großkreuz und Revers des Ritterkreuzes

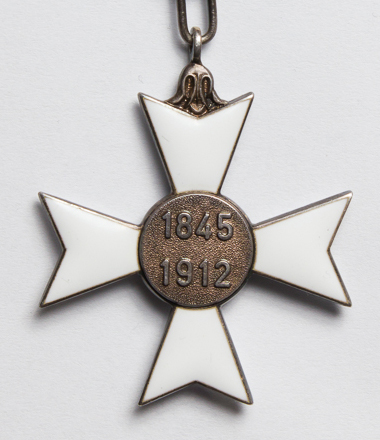
Rückseite

Der Rio-Branco-Orden (amtlich portugiesisch Ordem de Rio Branco) ist ein Verdienstorden Brasiliens und wurde am 5. Februar 1963 durch den Präsidenten João Goulart eingerichtet. Der Orden ist nach dem Politiker und Staatsmann José Maria da Silva Paranhos Júnior, Baron von Rio Branco (Barão do Rio Branco), benannt, der zu Beginn des 20. Jahrhunderts (1902–1912) die Definition und Konsolidierung der Staatsgrenzen Brasiliens betrieb. Großmeister des Ordens ist der jeweilige Präsident des Landes.

## Ordensklassen
Der Orden wird in fünf Klassen und einer Verdienstmedaille verliehen:
- Großkreuz (Grã-Cruz), unbegrenzt
- Großoffizier (Grande Oficial), 60
- Kommandeur (Comendador), 50
- Offizier (Oficial), 40
- Ritter (Cavaleiro), 30
- Medaille (Medalha), unbegrenzt

## Ordensdekoration
Das Ordenszeichen ist ein weiß-emailliertes vierarmiges achtzackiges Kreuz mit einer goldenen Armillarsphäre in der Mitte und einem blau-emaillierten Kreis mit der Inschrift Ubique Patriae Memor, die Rückseite zeigt die Jahresangaben 1845 1912, den Lebensjahren des Barons von Rio Branco.

## Bekannte Träger
Großkreuz:
- Frederik von Dänemark (1999)
- Carl Philip von Schweden (2007)
- Madeleine von Schweden (2007)

Kommandeur:
- Toots Thielemans, Musiker
- António Costa, Premierminister von Portugal
- Laurindo Almeida, Musiker
- Wolfgang G. Müller (2010)

Offizier (Official):
- Martin Murtfeld, deutscher Banker
- Klaus Pavel, deutscher Unternehmer

Ritter:
- Pelé, Fußballer